# خابوره
شهرستان خابوره (به عربی:  ولایة الخابورة ) یکی از شهرستانهای استان باطنه شمالی در  منطقهٔ باطنه در کشور پادشاهی عمان است.

## جمعیت
جمعیت آن در حدود ۷۰ هزار نفر می‌باشد.